# Buttenwiesen

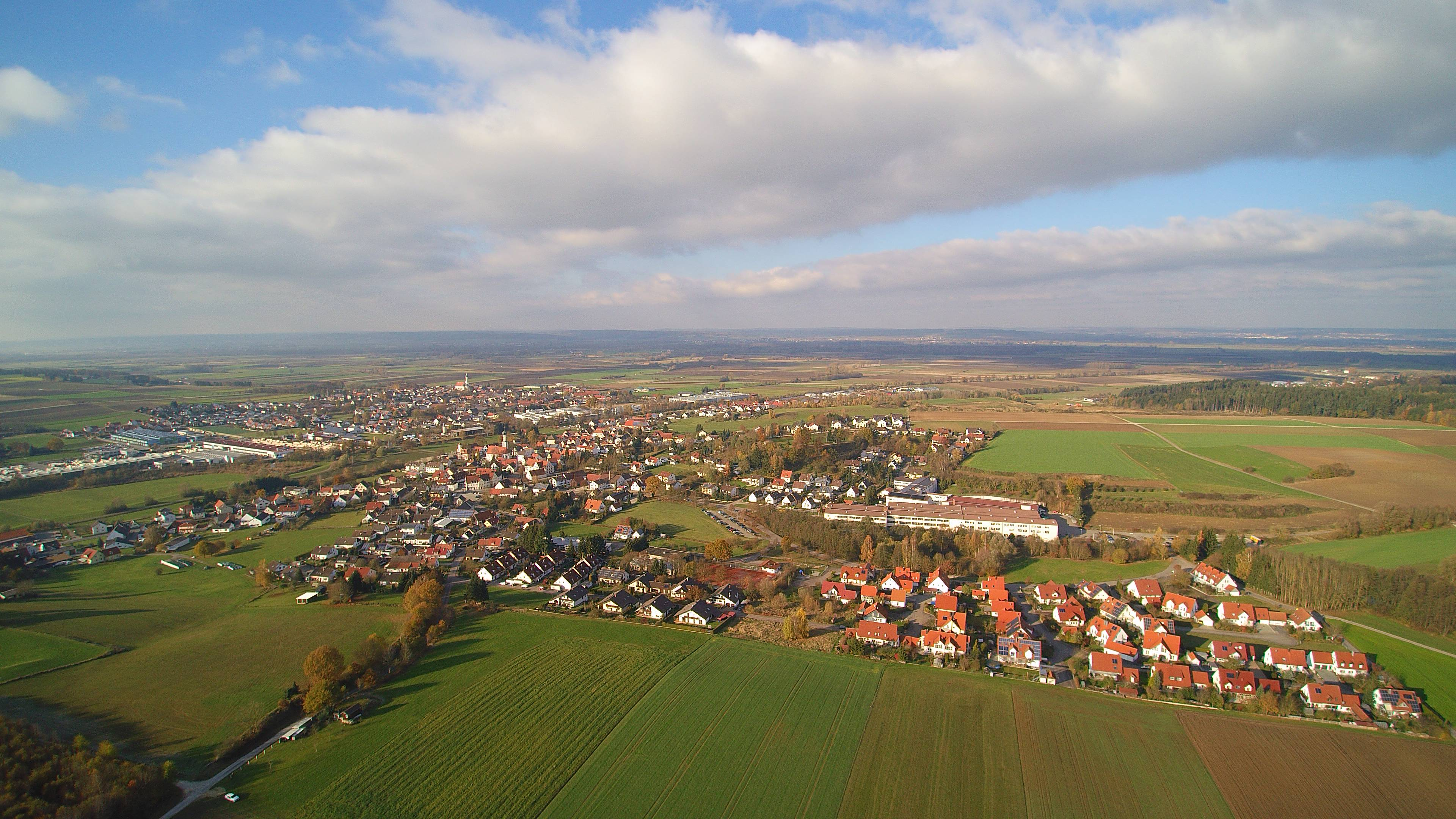
Buttenwiesen und Pfaffenhofen a.d.Zusam (im Hintergrund)

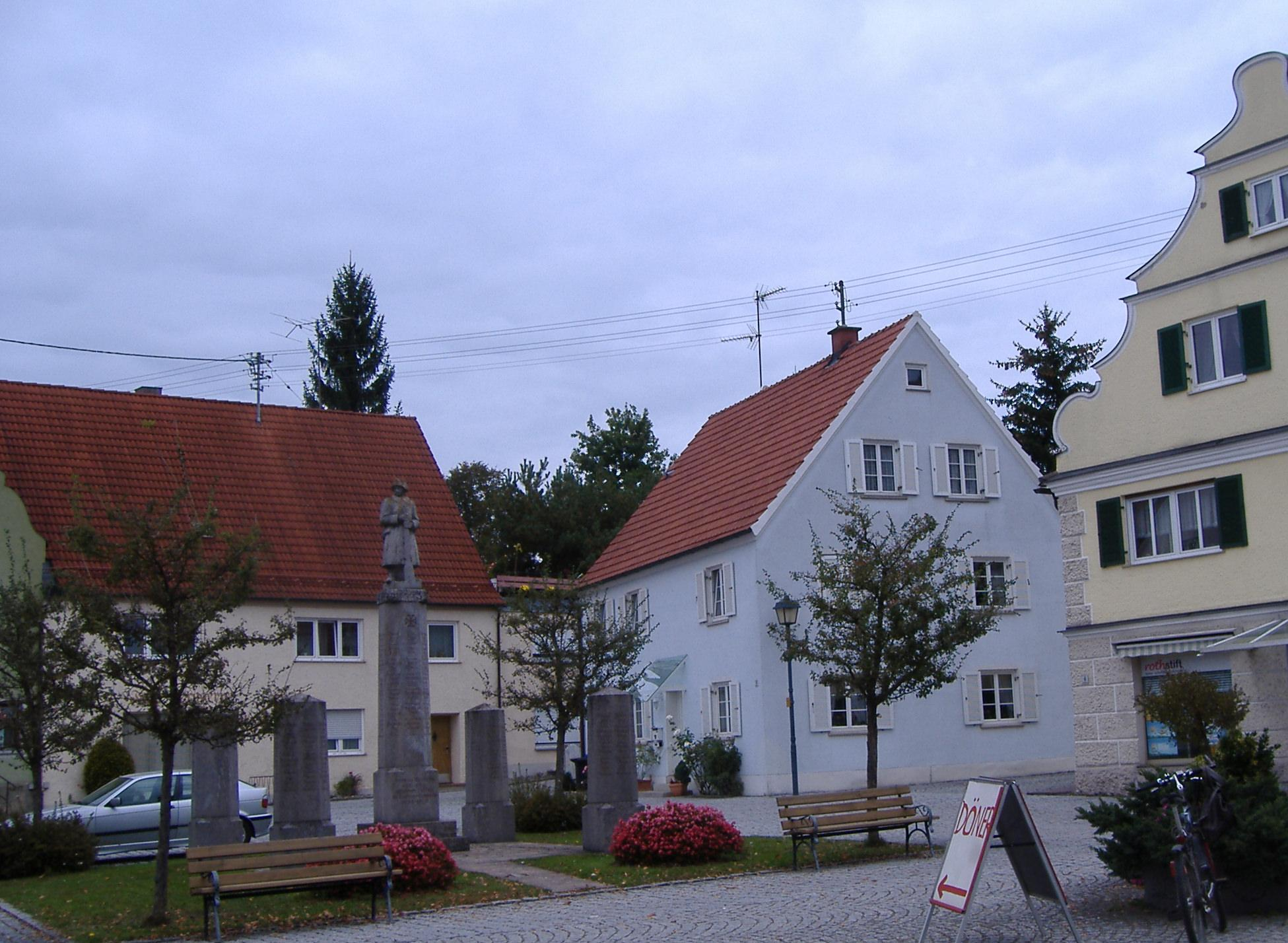
Marktplatz von Buttenwiesen

Buttenwiesen ist eine Gemeinde im schwäbischen Landkreis Dillingen an der Donau.

## Geographie

### Geographische Lage
Die Gemeinde gehört zur Region Augsburg. Die Gemeinde liegt im unteren Zusamtal.

### Gemeindegliederung
Es gibt 19 Gemeindeteile (in Klammern ist der Siedlungstyp angegeben):
- Almhof (Einöde)
- Bartlstockschwaige (Einöde)
- Beutmühle (Einöde)
- Buttenwiesen (Pfarrdorf)
- Feldbach (Einöde)
- Frauenstetten (Pfarrdorf)
- Greggenhof (Einöde)
- Hinterried (Dorf)
- Illemad (Dorf)
- Lauterbach (Pfarrdorf)
- Ludwigsschwaige (Einöde)
- Maierhof (Einöde)
- Neuweiler (Kirchdorf)
- Oberthürheim (Pfarrdorf)
- Pfaffenhofen a.d.Zusam (Pfarrdorf)
- Stehlesmühle (Einöde)
- Unterthürheim (Pfarrdorf)
- Vorderried (Kirchdorf)
- Wortelstetten (Pfarrdorf)

Es gibt die Gemarkungen Buttenwiesen, Frauenstetten, Lauterbach, Oberthürheim, Pfaffenhofen an der Zusam, Unterthürheim und Wortelstetten.

## Geschichte

### Bis zur Gründung der Gemeinden
Die Burg Buttenwiesen war im 12. und 13. Jahrhundert im Besitz der Herren von Eberstall-Reisensburg und kam um 1270 an die Markgrafschaft Burgau, die bis in das frühe 19. Jahrhundert die Ortsherrschaft in Buttenwiesen innehatte. Der Ort Buttenwiesen war Sitz eines Oberen und Unteren Gerichts der zu Österreich gehörenden Markgrafschaft. Mit den Friedensverträgen von Brünn und Preßburg 1805 kam der Ort zu Bayern. Auf dem Gebiet der heutigen Gemeinde wurden durch das Gemeindeedikt von 1818 die Gemeinden Buttenwiesen, Frauenstetten, Lauterbach, Oberthürheim, Pfaffenhofen a. d. Zusam, Unterthürheim und Wortelstetten gebildet.

### 20. Jahrhundert
Ab Mitte der 1970er Jahre wurden Überlegungen angestellt, im Gemeindeteil Pfaffenhofen an der Zusam ein Kernkraftwerk zu errichten. Der potentielle Standort wurde erst 1999 per Kabinettsbeschluss aufgegeben.

### Eingemeindungen
Im Zuge der Gebietsreform in Bayern wurden am 1. Mai 1978 die Gemeinden Frauenstetten, Lauterbach, Pfaffenhofen an der Zusam, Thürheim und Wortelstetten eingegliedert. Die Gemeinde Thürheim war erst zwei Jahre vorher, am 1. Januar 1976, durch den Zusammenschluss der ehemaligen Gemeinden Oberthürheim und Unterthürheim neu gebildet worden.

### Einwohnerentwicklung
| Jahr | Einwohner |
| ---- | --------- |
| 1961 | 4493      |
| 1970 | 4490      |
| 1987 | 4864      |
| 1991 | 5058      |
| 1995 | 5451      |
| 2000 | 5627      |
| 2005 | 5757      |
| 2010 | 5712      |
| 2015 | 5776      |
| 2020 | 5988      |
| 2021 | 6094      |

Zwischen 1988 und 2018 wuchs die Gemeinde von 4848 auf 5936 um 1.088 Einwohner bzw. um 22,4 %.
Laut Bevölkerungsvorausberechnung des Bayerischen Landesamts für Statistik soll die Einwohnerzahl bis 2039 konstant bleiben, der Altenquotient aber von 29,0 % (2019) auf dann 43,7 % steigen.

## Politik

### Bürgermeister
1978 wurde der Bauingenieur Georg Kaltner (* 1924 in Lauterbach) Erster Bürgermeister (CSU) von Buttenwiesen. Hans Kaltner wurde 2016 erstmals zum Ersten Bürgermeister von Buttenwiesen gewählt. Die Wiederwahl erfolgte im Jahr 2022.

### Gemeinderat
Der Gemeinderat besteht aus 20 Mitgliedern. Seit der Gemeinderatswahl im Jahr 2020 setzt sich dieser wie folgt zusammen:
| Parteien und Wählergemeinschaften         | % 2020 | Sitze 2020 |
| ----------------------------------------- | ------ | ---------- |
| Bürgerliste Lauterbach-Illemad            | 17,4   | 3          |
| Bürgervereinigung Pfaffenhofen            | 14,0   | 3          |
| Bürgervereinigung Unterthürheim           | 13,6   | 3          |
| Bündnis 90/Die Grünen Bayern              | 13,2   | 3          |
| Bürgervereinigung Wortelstetten-Neuweiler | 12,6   | 3          |
| Freie Wähler                              | 10,9   | 2          |
| Bürgerblock Frauenstetten-Hinterried      | 7,4    | 1          |
| Freie Wählergruppe Buttenwiesen           | 5,8    | 1          |
| Freie Wählergemeinschaft Oberthürheim     | 5,0    | 1          |
| Gesamt                                    | 100,0  | 20         |
| Wahlbeteiligung in %                      | 61,5   | 61,5       |

### Finanzen
2013 betrugen die Gemeindesteuereinnahmen 5.724.000 €, davon betrugen die Gewerbesteuereinnahmen (netto) 2.198.000 €.

### Wappen

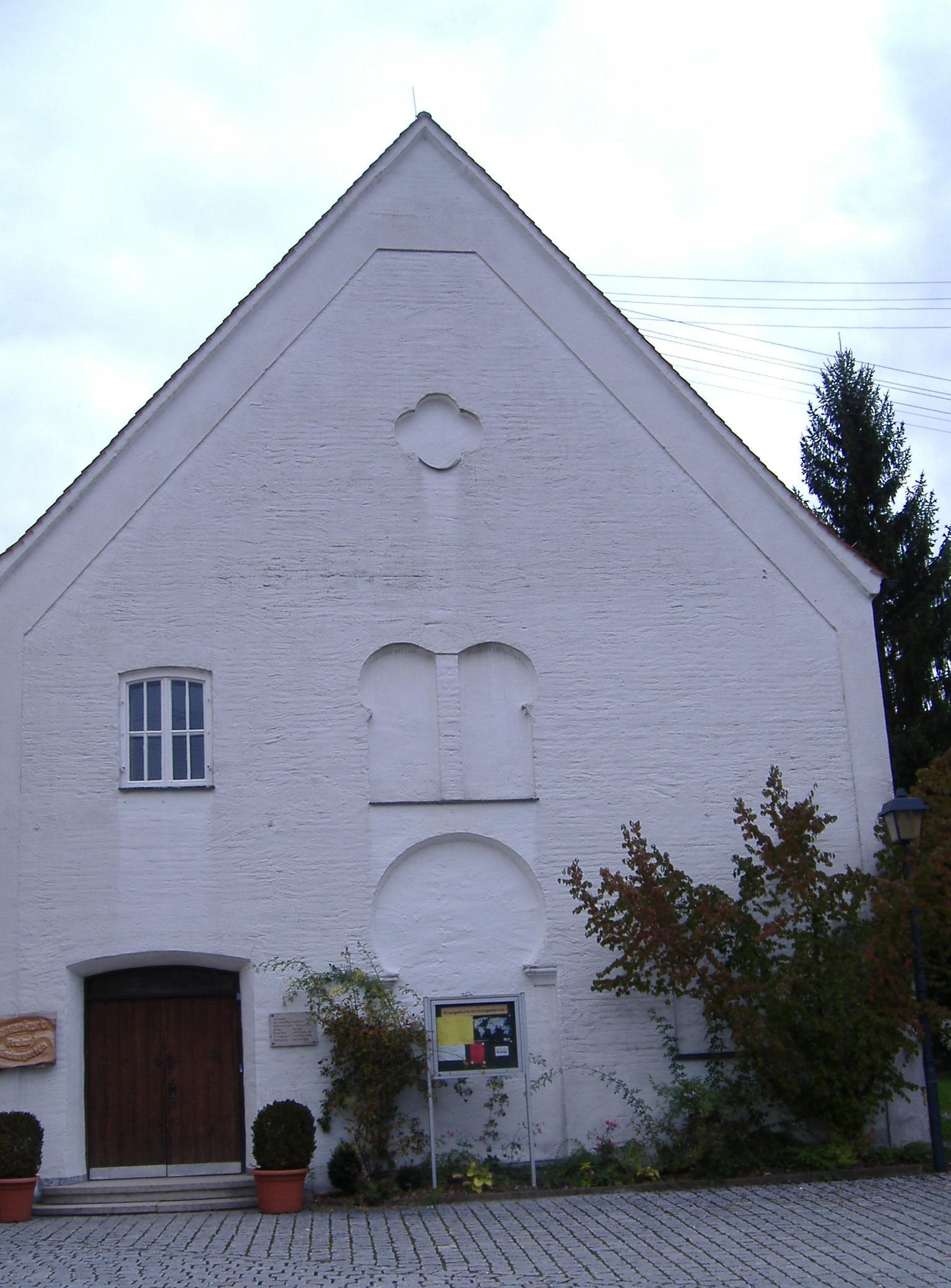
Ehemalige Synagoge

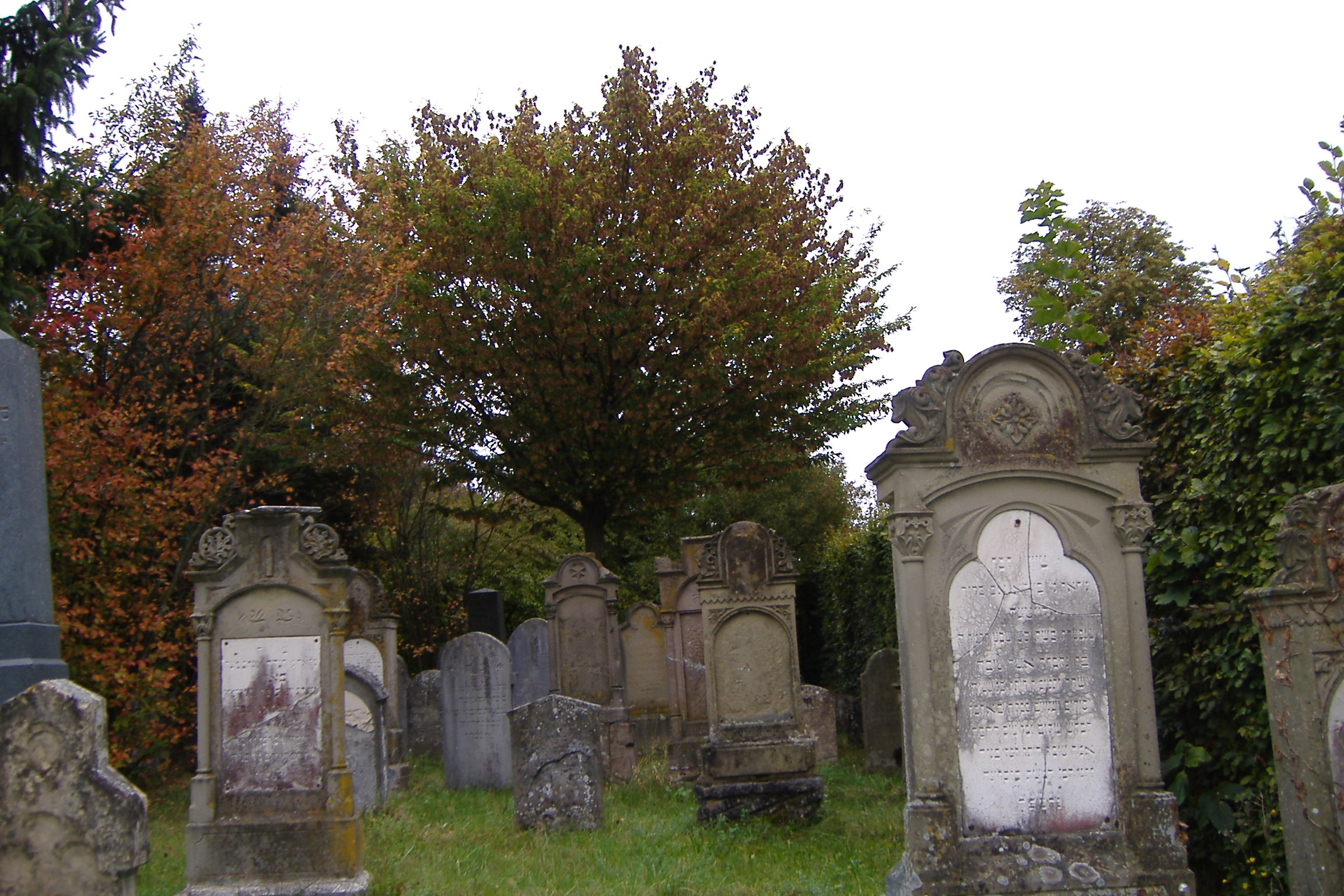
Teilansicht des Jüdischen Friedhofs

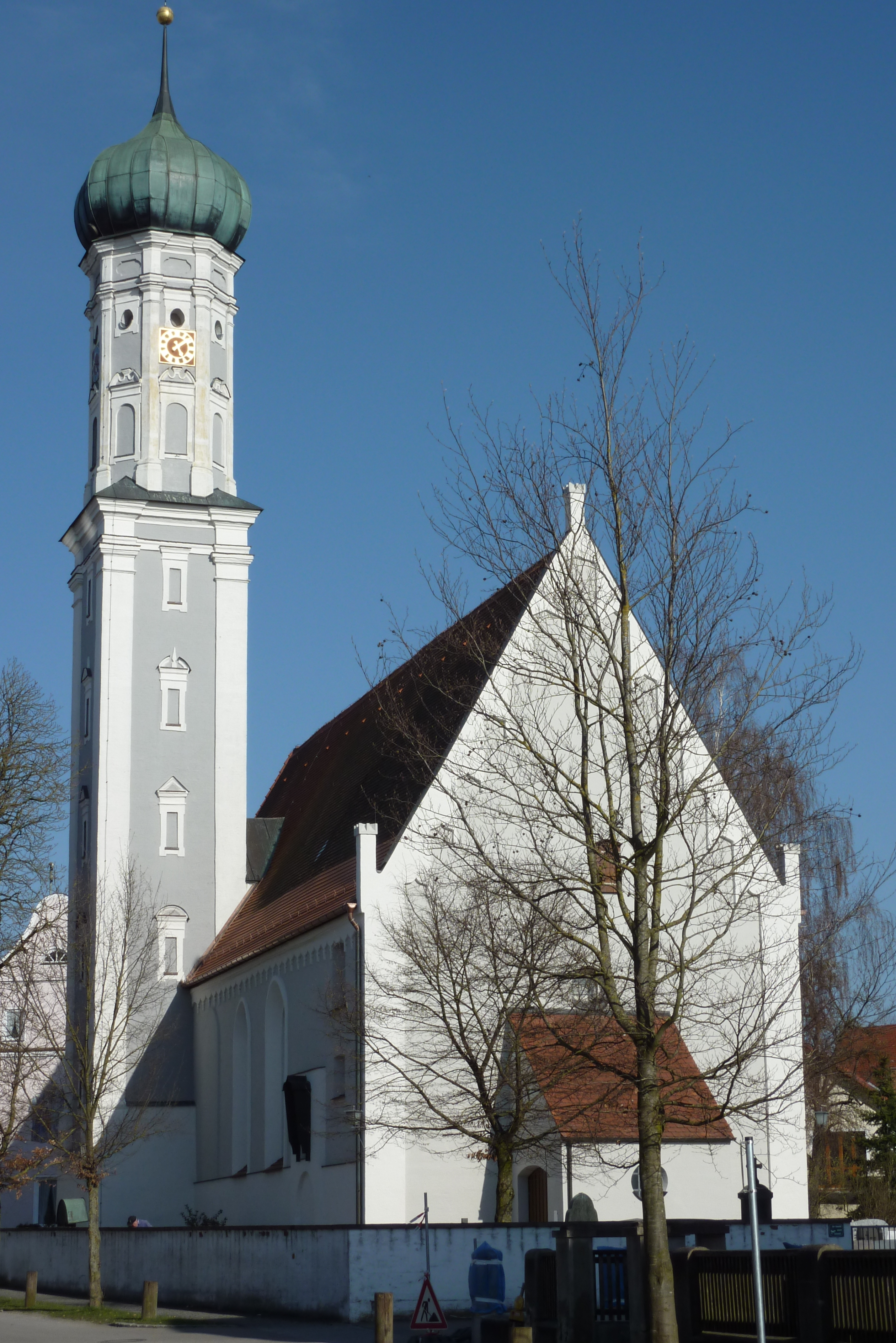
West-/Nordseite der Kirche Hl. Dreifaltigkeit

| | Blasonierung: „Durch eine eingeschweifte, fünfmal von Rot und Silber geteilte und mit einem goldenen Pfahl belegte Spitze gespalten, vorne in Silber ein durchgehendes schwarzes Tatzenkreuz, hinten in silbernem, schwarzgefugtem Mauerwerk eine schwarze spitzbogige Tür mit zwei linksangeschlagenen goldenen Volutenbändern.“ |
| Wappenbegründung: Die Gemeinde Buttenwiesen besteht seit 1978 aus den ehemals selbstständigen Gemeinden Pfaffenhofen a.d. Zusam, Unterthürheim, Frauenstetten, Lauterbach, Oberthürheim, Wortelstetten und Buttenwiesen. Der goldene Pfahl im Gemeindewappen weist auf das ehemalige burgauische Gerichtsvogteiamt in Buttenwiesen hin. Die Burg Buttenwiesen war im 12. und 13. Jahrhundert im Besitz der Herren von Eberstall-Reisensburg und kam um 1270 an die Markgrafen von Burgau, die bis ins frühe 19. Jahrhundert die Ortsherrschaft in Buttenwiesen innehatte. Das schwarze Tatzenkreuz erinnert an den Deutschen Orden, der im Gemeindegebiet begütert war und zwischen 1237 und 1250 den Kirchensatz von Lauterbach innehatte. Die Tür steht redend für den Minnesänger Ulrich von Thürheim und ist dem Wappen der beiden ehemaligen Gemeinden Oberthürheim und Unterthürheim entnommen. Dieses Wappen wird seit 1993 geführt. | |

## Sehenswürdigkeiten
- Katholische Pfarrkirche Heilige Dreifaltigkeit in Buttenwiesen
- Synagoge, jüdischer Friedhof und Mikwe stellen in Buttenwiesen ein einmaliges Ensemble dar
- Filialkirche St. Johannes in Vorderried, mit Tonmadonna von Vorderried, um 1400 von einem unbekannten Meister geschaffen

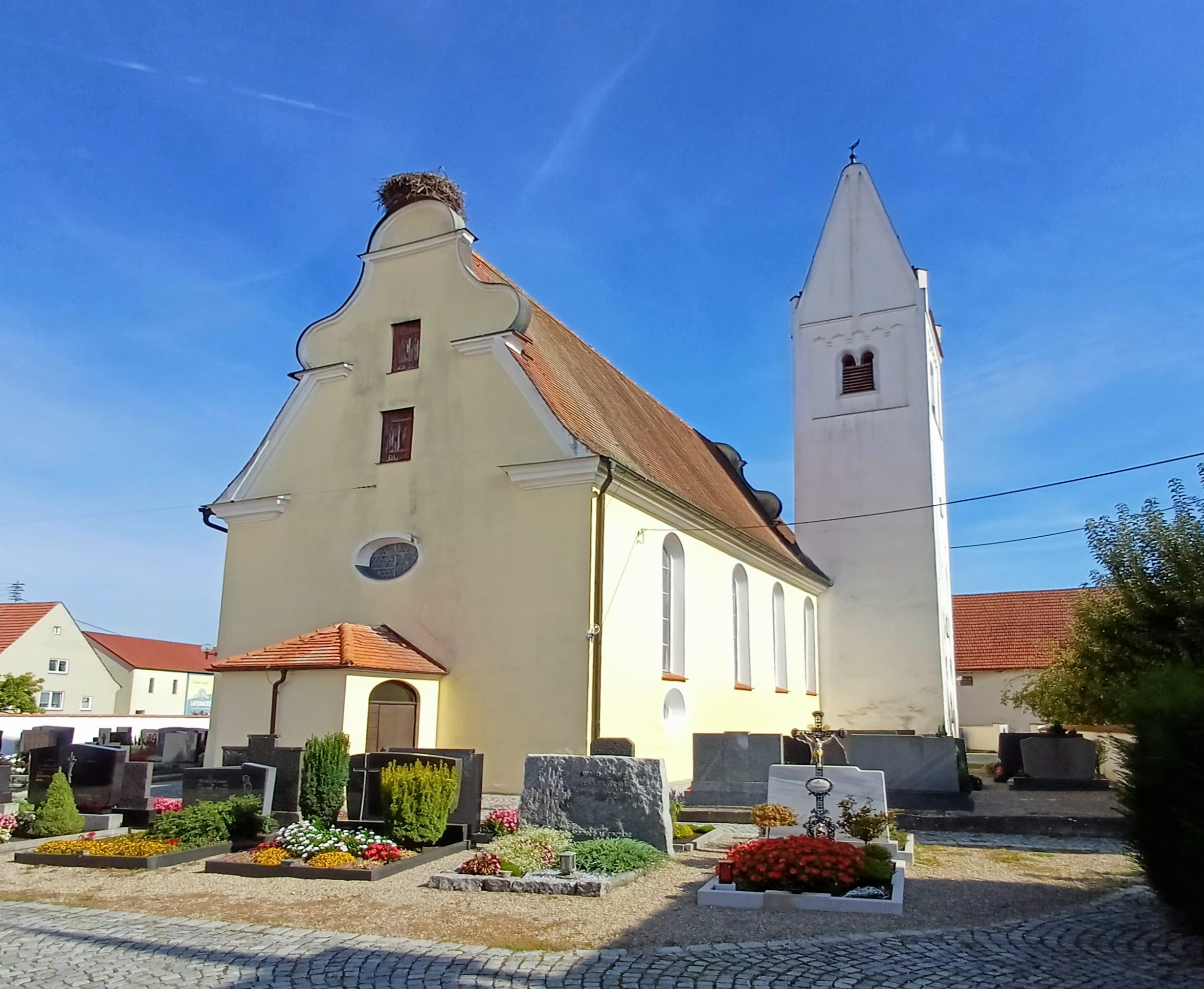
St. Stephan in Lauterbach

- Katholische Pfarrkirche St. Anna in Frauenstetten
- Kapelle St. Stefan in Hinterried

- Katholische Pfarrkirche St. Stephan in Lauterbach, mit repräsentativem Pfarrhof, erbaut 1727/1728 als Deutschherrensitz.
- Katholische Pfarrkirche St. Nikolaus in Oberthürheim, erbaut 1596, mit barockem Kreuzweg aus dem abgebrochenen Kloster Fultenbach.
- Katholische Pfarrkirche Maria Hilf in Unterthürheim
- Thürlesberg, ehemalige Wohnburg des Minnesängers Ulrich von Thürheim und Stammburg dieses Adelsgeschlechtes
- Pfarrkirche St. Martin in Pfaffenhofen an der Zusam, erbaut 1722 von Joseph Schmuzer aus Wessobrunn
- Katholische Pfarrkirche St. Georg in Wortelstetten
- Eisenbahnwaggon der Eisenbahnfreunde Buttenwiesen. Der Waggon steht am ehemaligen Bahnhof und ist jeden Donnerstag ab etwa 20 Uhr geöffnet

## Wirtschaft und Infrastruktur

### Wirtschaft einschließlich Land- und Forstwirtschaft
Es gab nach der amtlichen Statistik 2019 im Bereich der Land- und Forstwirtschaft keine, im Produzierenden Gewerbe 1025 und im Bereich Handel und Verkehr 761 sozialversicherungspflichtig Beschäftigte am Arbeitsort. In sonstigen Wirtschaftsbereichen waren am Arbeitsort 71 Personen sozialversicherungspflichtig beschäftigt. Sozialversicherungspflichtig Beschäftigte am Wohnort gab es insgesamt 2711. Im verarbeitenden Gewerbe gab es fünf, im Bauhauptgewerbe 14 Betriebe. Zudem bestanden im Jahr 2016 76 landwirtschaftliche Betriebe mit einer landwirtschaftlich genutzten Fläche von 3932 Hektar. Davon waren 3308 Ackerfläche und 624 Dauergrünfläche.

### Bildung
Im Ort gibt es die Ulrich-von-Thürheim-Grundschule Buttenwiesen und fünf Kindergärten.

### Verkehr
Buttenwiesen liegt an der Staatsstraße 2027, die Wertingen mit Donauwörth verbindet. Im öffentlichen Nahverkehr wird Buttenwiesen durch folgende Linien des Augsburger Verkehrsverbunds und der Regionalbus Augsburg bedient:
| Verbund | Linie | Laufweg                                                                             | Bedienungshäufigkeit                                                                                       |
| ------- | ----- | ----------------------------------------------------------------------------------- | --- |
| AVV     | 404   | Nordendorf (DB) – Ehingen – Buttenwiesen – Wertingen                                | Montag bis Freitag fünfmal täglich. Samstags und sonntags kein Verkehr                                     |
| AVV     | 405   | Mertingen (DB) – Buttenwiesen – Frauenstetten – Wertingen                           | Montag bis Freitag 14-mal täglich. Samstags und sonntags kein Verkehr                                      |
| RBA     | RFB   | Frauenstetten – Buttenwiesen – Lauterbach – Blindheim – Höchstädt an der Donau (DB) | Rufbus. Montag bis Freitag an Schultagen einmal täglich. Samstags, sonntags und in den Ferien kein Verkehr |

Von 1905 bis 1998 hatte Buttenwiesen einen Bahnhof an der Bahnstrecke Mertingen–Wertingen. Bereits 1981 wurde jedoch der Personenverkehr auf der Bahnstrecke eingestellt und durch Busse ersetzt. Zum Fahrplanwechsel 1993/1994 wurde das ÖPNV-Angebot weiter reduziert - seither ist Buttenwiesen an Wochenenden und Feiertagen nicht mehr im Nahverkehr erreichbar. Am 9. Juli 2020 wurde im Positionspapier des VDV die Strecke als Prüffall einer zu reaktivierenden Bahnstrecke genannt. Sie trägt die Nummer 5311.

## Regenerative Energien
In der Gemeinde gibt es drei Windkraftanlagen, zwei Solarparks, fünf Biogasanlagen, Bürgersolardächer auf allen geeigneten öffentlichen Gebäuden und drei Wasserkraftwerke. Außerdem gibt es ein preisgekröntes Konzept für eine Dreifachsporthalle, die eine Biomasseheizanlage hat. Die Gemeinde Buttenwiesen ist im Jahr 2023 als Energie-Kommune von der Agentur für Erneuerbare Energien ausgezeichnet worden.

## Persönlichkeiten
- Gerhard Frank (1912–1944), Rabbiner, wurde im KZ Auschwitz ermordet